# Paul Grammont
Pour les articles homonymes, voir Grammont.
Dom Paul Grammont était un religieux bénédictin français, né le 20 février 1911 à Troyes et mort le 30 juillet 1989 au Bec-Hellouin. Il repose dans le chœur de l'église abbatiale du Bec.
Venant de Cormeilles-en-Parisis il restaura la vie monastique à l'abbaye du Bec-Hellouin en 1948, dont il fut le 46e abbé de 1948 à 1986.

## Biographie
Eugène Grammont, ayant perdu son père lors de la Première Guerre mondiale, devient familier du monastère de la Sainte Espérance, à Mesnil-Saint-Loup, dont l’abbé est son tuteur. Il entre effectivement au monastère de Mesnil, en 1927, et y prend le nom de Paul. Son frère Marcel l’y rejoint, sous le nom de Joseph. Paul fait profession monastique le 29 septembre 1929. Après ses vœux, il suit une formation théologique et liturgique, à Rome, au collège Saint-Anselme. Il sera très marqué par l’enseignement de Dom Stolz. Ordonné prêtre, il est nommé Prieur de Mesnil-Saint-Loup, en 1938. Dès l’année suivante, il ouvre une maison d’étude pour les jeunes frères, à Cormeilles en Parisis, à proximité du monastère des sœurs de Sainte Françoise Romaine. C’est le début, pour les deux communautés, de certains offices communs, expérience accompagnée par Dom Lambert Beauduin, de Chevetogne, alors aumônier des sœurs. Cette époque marque profondément Dom Grammont et fait lever en lui le désir de semer cette grâce dans une terre de tradition monastique. Les années de guerre mettent en veilleuse ce projet.

### Années de guerre
Père Paul Grammont reprend du service : il participe à la campagne de Norvège, puis est envoyé au Maroc, où il commandera un bataillon de légionnaires.

### Arrivée au Bec

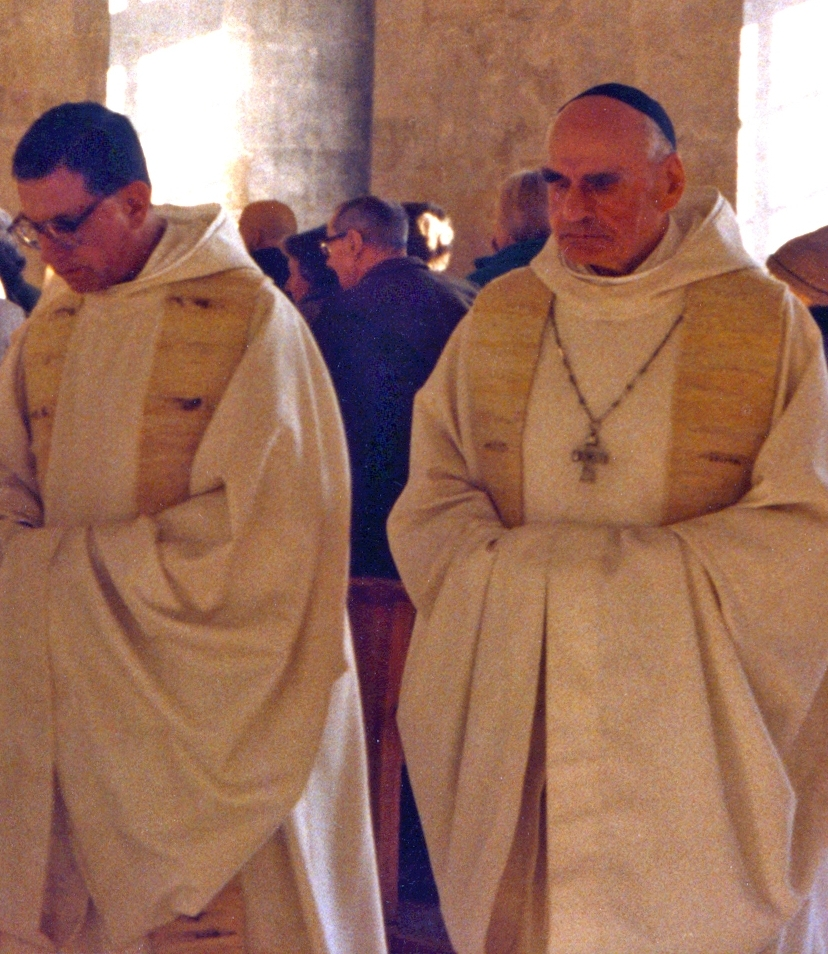
Dom Grammont dans l'abbatiale du Bec en 1986.

De retour à Cormeilles, le projet de redonner vie à une abbaye se précise, et, en 1948, les frères reprennent l’antique abbaye du Bec que les derniers moines ont quittée en 1792 et qui, entretemps, a été transformée en écurie militaire.
Le Saint-Siège ayant accordé la reviviscence de l’ancien titre abbatial, Dom Paul Grammont est béni abbé du Bec le 24 octobre 1948 au Mont Olivet, en Italie, dès la réouverture du monastère de Lanfranc et de Saint-Anselme. Les sœurs de Cormeilles s’installent à proximité du village du Bec en 1949, et commence l’histoire de l'alliance de prière entre les deux communautés.

### Fondations
Coup sur coup, en 1976, Dom Grammont envoie trois frères en Israël à Abou Gosh et un autre à Mesnil Saint-Loup pour redonner vie au monastère. Il a perçu deux appels pressants : les racines juives de l’Église — la source vive du monachisme, le désert.

Plus tard, en 1983, il sera fasciné par la tradition de saint Colomban et tentera une autre expérience en Irlande du Nord, qui ne prendra forme qu’en 1998, neuf ans après sa mort.

### Père Abbé Paul
Quand il dépose sa charge, en 1986, Dom Grammont est appelé Père Abbé Paul par les frères.
Il meurt au Bec trois ans après, mission accomplie. Sa devise résonne encore à l'abbaye : Spes non confundit (l’espérance ne trompe pas – Ro. 5, 5).